# Мувалади
Мувалади (ісп. muladí mulaˈði, множина —  muladíes; порт. muladi mulɐˈði, множина —muladis; кат. muladita muɫəˈðitə або muladí muɫəˈði, множина — muladites або muladís}}; араб. مولدون арабська транслітерація — mūwallad, множина — mūwalladūn або mūwalladīn) — термін, яким характеризували в Аль-Андалусі християн романського походження, що прийняли іслам і практично повністю злилися з мусульманами, а також потомки змішаних шлюбів. Мувалади становили приблизно 5-10 % населення Аль-Андалусу. В ході Реконкісти вони частково повернулися до християнства.

## Етимологія
Іспанський, португальський і каталонський термін muladí, muladi або muladita походять від арабського Muwallad. Основний сенс Muwallad — це особа змішаного походження, особливо нащадок батька-араба і матері-неарабки, який виріс під впливом арабського суспільства і був вихований у ісламській культурі. Muladi є іспанською формою терміну muwalladun, позначенням арабомовних мусульман латинського походження, що врешті-решт мали ті ж моделі поведінки, що і повстанці арабського і берберського походження, які повстали проти арабського панування.
Muwallad походить від кореня слова WaLaD (ولد), пряма арабська транслітерація waw, lam, dal. Walad, що значить «нащадок, потомство, син; хлопчик; молода тварина (чоловіча особина), молодий». Термін muwalladin іноді використовується в арабській і наразі, щоб описати дітей батька-мусульманина і матері-іноземки.

## Історія
В ісламська історія muwalladun позначає в широкому сенсі мусульман не арабських або нащадків неофітів. У мусульманських частинах Піренейського півострова, частина тубільців (доримське населення Піренейського півострова, нащадки римлян, вестготи і свеви) прийняли іслам у VIII і IX ст. У Х столітті відбувався масовий перехід християн до ісламу, так що мувлади становили більшість населення аль-Андалус до кінця Х сторіччя. Тим не менше, більшість мувладів прийняли іслам рано, але зберегли багато доісламських звичаїв і традицій.
Звернення в іслам відбувалось під впливом урядів Омеядского і Кордовського халіфтів, але не було примусовим. Багато християн прийняли іслам, щоб уникнути податку джизія якому вони піддавалися як зіммі Навернення в іслам також відкривало нові горизонти для місцевих християн, поліпшувало їхній соціальний стан, забезпечувало кращі умови життя.
Християни, що прийняли іслам становились маула і, таким чином, були ісламізовані, прийнявши ісламський одяг, звичаї і мову
Муваладів також називали Мусліма, або elches (множина: ulus), по відношенню до суспільства, з якого вони мали походження. Пізніше вони мали назву Альхам'ядо через латиномовність, або вживання мосарабської.
Через культурну арабізацію, шлюби з берберами і арабами, що жили в Іберії, відмінності між різними мусульманськими групами стали більш розмитими у XI і XII століттях. За короткий термін часу стало майже неможливо відрізнити етнічні елементи іноземного походження від аборигенів. Таким чином, вони були об'єднані в групу андалузьких арабів, також званих маврами.
Мувалади говорили андалузькою арабською, а також іберо-романськими мовами. Андалузька арабська була суржиком іберійських мов і класичної арабської. Цей місцевий діалект арабської мови використовувався також берберами й арабами з IX століття.
Серед муваладів були як вільні від народження, так і раби. Значна частина муваладів була сформована зі звільнених рабів, це були сакаліба, або слов'яни, які стали важливою соціальною групою в Аль-Андалус протягом X і XI століть. Після прийняття етнічної назви своїх господарів, звільнені раби поступово забули своє власне етнічне походження. Сакаліба, під орудою Алі ібн Юсуфа, по руйнації Омеядського халіфату, захопили провінцію Денія, утворивши Денійський емірат.
Християн, що не прийняли іслам називали мосарабами.